# Успенка (Табунський район)
Успе́нка (рос. Успенка) — село (в минулому селище) у складі Табунського району Алтайського краю, Росія. Входить до складу Серебропольської сільської ради.

## Населення
Населення — 214 осіб (2010; 238 у 2002).
Національний склад (станом на 2002 рік):
- росіяни — 48 %
- українці — 27 %